# Соня Блейд
Лейтенант Соня Блейд (англ. Sonya Blade) — персонаж серії файтинга Mortal Kombat, яка вперше з'явилася в першій грі серії.

## Біографія
Будучи дівчинкою, Соня обожнювала свого батька, морського піхотинця США. Коли він вирушив на секретне завдання і ніколи не повернувся, вона присягнулася вшанувати його пам'ять. Вона приєдналася до морській піхоті і доклавши великих зусиль, швидко піднялася у званні. Імпульсивність Соні, не виграла їй безліч друзів, але її майстерність і відданість заслужили повагу і захоплення всіх хто боровся поруч з нею. Хоча вона ніколи не відмовлялася від пошуків, щоб розкрити правду про зникнення свого батька, вона розуміє, що вона може його більше ніколи не побачити. Тепер Соня виявилася втягнутою в таємничий турнір Смертельна Битва. Як її батько, вона теж може стати жертвою війни.

## Спецприйоми
Удар в обличчяСоня злітає в повітря і пролітає по горизонталі над ареною. Якщо її противник буде знаходитися в цей момент в повітрі, то він отримає потужний удар в обличчя. (MK, MK3, UMK3, MKT, MK4, MKG, MKA, MKvsDC)
Повітряний ударСоня захоплює супротивника ногами в повітрі й кидає його на землю. Доступно тільки в варіації Операція під прикриттям. (MK4, MKG, MK (2011), МКХ)
Падіння з повітряСоня падає на противника з ударом ногою, відразу після стрибка.(MK (2011), MKX)
Військова стійкаСоня встає в бойову стійку з якої можна виконати два різних прийому і захоплення. Доступно тільки в варіації Операція під прикриттям. (MKX)
ПоцілунокСоня посилає противнику повітряний поцілунок, який тимчасово засліплює його. Цей прийом не працює на Кенши, оскільки він сліпий. (MKDA, MKA, MKvsDC, MK (2011)

### Добивання
Майстер стегонСоня робить комбо на противника з ударів руками і ногами і потім проводить на ворога свій коронний захоплення ногами, розриваючи його на навпіл.(MKX)
Поцілунок смертіСоня посилає в противника повітряний поцілунок, з якого з'являється вогненна куля. При зіткненні з противником куля підпалює його. (MK, MK3, UMK3, MKT, MKvsDC, МКХ)
Спеціальні силиСоня кидає в противника рожеву пил, яка засліплює його. Потім Соня накидає їй на шию струну і з усіх сил смикає вниз, ламаючи йому спину, після чого вона завдає удар потилицею по черепу ворога, ламаючи йому череп, і наостанок кидає його об землю, ламаючи опонентові шию. (MKX)

## Поява в інших медіа

### Телебачення
Соня з'явилася в анімаційному серіалі Смертельна битва: Захисники Землі, де була одним з головних героїв. У цьому серіалі в неї була коронна фраза: «Час Битви!» («It's Kombat Time!»). Вона була озвучена в цьому серіалі Олівією д'Або.

### Фільми
Соня була одним з головних героїв в першому фільмі Смертельна битва. У фільмі, як в іграх вона зображена, як різка войовниця, що вірить в логіку. Спочатку у неї складаються неприязні стосунки з Джонні Кейджем, який постійно з нею фліртує, але пізніше вона починає ставитися до нього м'якше. Як і в іграх серії, головним ворогом Соні є Кано. За сюжетом фільму він убив її напарника і був найнятий Шанг Цунгом, щоб заманити Соню на турнір. У поєдинку з Кано, Соня вбиває його, звернувши йому шию. Пізніше вона стає заручницею Шанг Цунга, який вимагає, щоб вона воювала з ним у фінальному поєдинку турніру. Але Соні на виручку приходять друзі, і в фіналі Шанг Цунг бореться з Лю Кенгом, який його вбиває. Роль Соні в цьому фільмі зіграла Бріджит Вілсон.
У другому фільмі, Смертельна битва: Винищення, Соня також є одним з головних героїв. Вона сильно засмучена загибеллю Джонні Кейджа від рук Шао Кана на початку фільму. Вона відправляється на базу, щоб забрати звідти Джакса, який тільки що провів операцію по установці імплантатів на руки, які зробили його сильнішим. Там вони борються з Сайраксом і загоном винищувачів Шао Кана. Соні вдається добити Сайракса, зробивши своє коронне добивання, вогненний поцілунок, за допомогою хімікату розкиданого в лабораторії. Пізніше Соня бореться з Міліною, яку спочатку вона прийняла за Кітану. Нарешті, у фіналі фільму Соня бореться з Ермаком. Той створює Нуб Сайбота зі свого тіла, щоб здолати воїна, але їй на виручку приходить Джакс, який перемагає Нуб Сайбота, а Соня згортає шию Ермаку, як Кано в першому фільмі. Її роль в цьому фільмі виконала інша актриса — Сандра Хесс.
Також Соня з'явилася в анімаційному фільмі Смертельна битва: Подорож починається, де вона також була одним з головних героїв.
Соня ненадовго з'являється в короткометражному фільмі Смертельна битва: Переродження. У ньому вона інформує Ханзо Хасаші про те, що вбитий ним Саб-Зіро був молодшим братом того Саб-Зіро, за яким полював Ханзо. Її роль виконала Джері Райан.

### Вебсеріал
Соня стала героїнею перших двох епізодів серіалу Смертельна битва: Спадщина. У першому епізоді вона знаходить криївку клану Чорний Дракон і лідера угруповання — Кано. Вона встигає повідомити інформацію Джаксу, але пізніше потрапляє в полон до Кано, який катує її. Під час атаки Загону спеціальних сил на завод, де ховався Кано, Соні вдається втекти та допомогти своїм колегам в перестрілці з бандитами. Її життя рятує Джакс, захистивши Соню від вибуху гранати. Сам він при цьому був сильно травмований, особливо постраждали його руки. Деякий час по тому Соня приходить до тями в лікарні, де Страйкер розповідає їй про те, що Кано втік і про каліцтва Джакса. також він говорить їй, що у них вже є план, який допоможе зберегти Джаксу руки.

### Комікси
Соня з'явилася в обох офіційних коміксах від Midway, які служили приквелами для першої та другої частини серії. У першому коміксі розповідається, як Соня переслідувала Кано до корабля Шанг Цунга і потрапила в полон на острові. У другому — вона посилає Джаксу повідомлення про те, що вона і Кано застрягли у Зовнішньому Світі.
У коміксах від видавництва Malibu, Соня є однією з головних героїнь. В одному з фінальних випусків серії, вона була викрадена і загіпнозована Рептиліею, щоб вийти заміж за Шао Кана. Це дозволило б йому захопити Земне Царство, минаючи турнір. Трохи пізніше Соня була врятована прибулими земними воїнами.
Соня з'являється в серії коміксів Mortal Kombat X, які служать приквелом до гри.